# Bertrange (Frankrijk)
Bertrange (Duits: Bertringen ) is een gemeente in het Franse departement Moselle (regio Grand Est). De gemeente maakt deel uit van het arrondissement Thionville. Bertrange telde op 1 januari 2022 2.900 inwoners.

## Geografie
De oppervlakte van Bertrange bedroeg op 1 januari 2022 6,82 vierkante kilometer; de bevolkingsdichtheid was toen 425,2 inwoners per km².

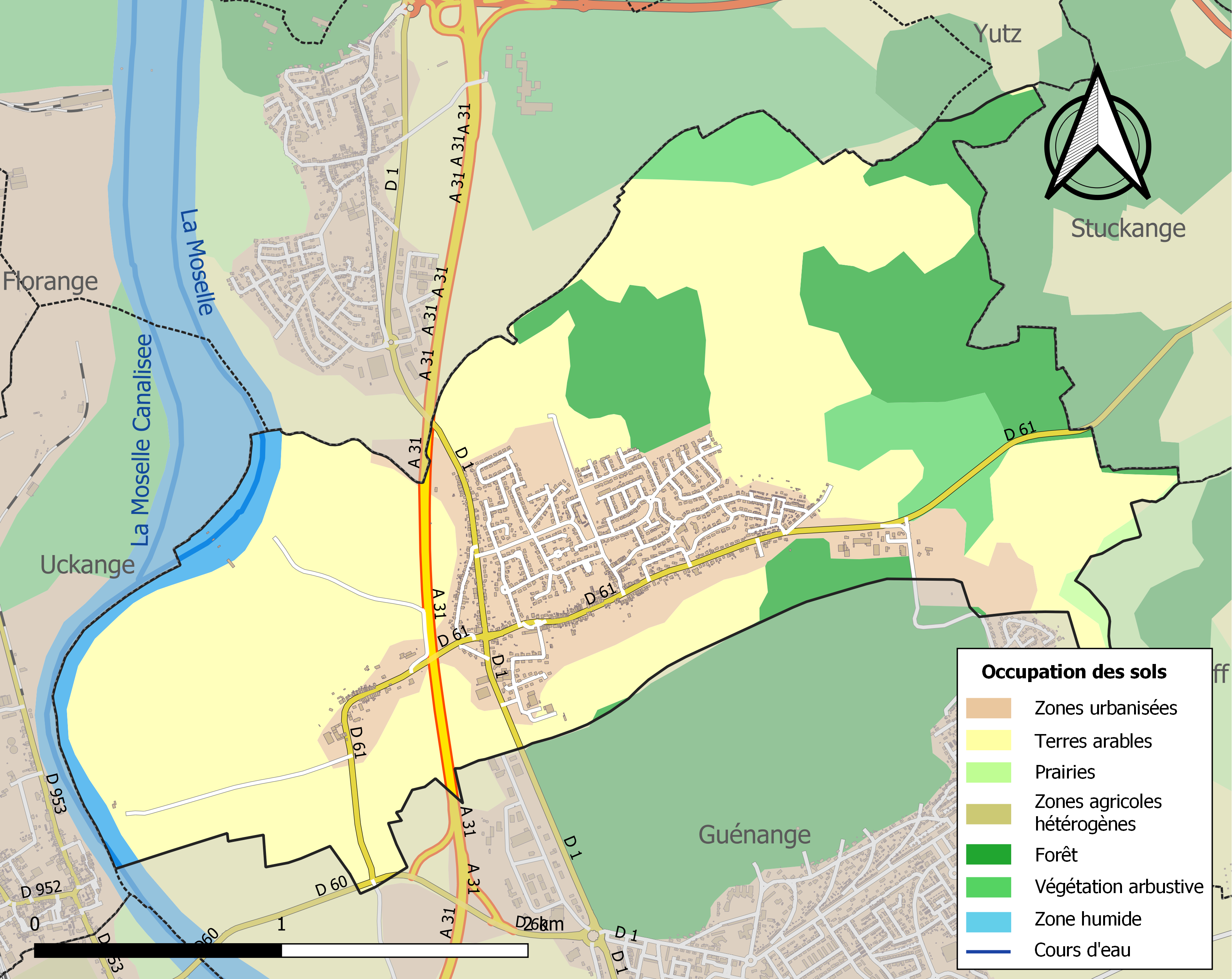
Kaart van de gemeente met de belangrijkste infrastructuur, bodemgebruik en omliggende gemeenten

## Demografie
Onderstaande figuur toont het verloop van het inwonertal (bron: INSEE-tellingen).